# Observatoire Junk Bond
L'Observatoire Junk Bond est situé à Sierra Vista, Arizona dans le désert de Sonora aux États-Unis.
Établi dans son arrière cour en 1996, l'astronome amateur David Healy a commencé ses observations en utilisant un télescope Celestron SCT de 14" et un télescope Meade LX200 de 16", tous deux abrités par un dôme coulissant. En 2000, il s'équipe d'un Ritchey-Chrétien de 20" qu'il remplaça plus tard en 2004 par un télescope Ritchey de 32".
Ses recherches d'astéroïdes ont commencé en 1998 avec l'aide du réseau informatique local et de logiciels de recherche. Sa première découverte fut l'astéroïde aujourd'hui nommé (38203) Sanner d'après Glen Sanner. Elle a été faite en juin 1999 par l'astronome Jeff Medkeff. 
Sur les 400 découvertes effectuées par l'observatoire Junk Bond, 68 ont été faites entre 1999 et 2001. Depuis décembre 2004, en utilisant le télescope de 32", 86 astéroïdes ont reçu une désignation provisoire. Sur ces dernières découvertes, douze ont été numérotées de façon permanente par le Centre des planètes mineures et dix-sept ont été nommées.
Jusqu'à sa mort en 2011, Healy fut un contributeur régulier en observations de suivi d'objets référencés sur la liste des objets géocroiseurs nécessitant confirmation. Il réalisa environ quatre nouvelles découvertes d'astéroïdes par mois à partir de janvier 2007, effectua la découverte et la confirmation photométrique de transits de planètes extrasolaires, et exécuta la photométrie d'étoiles variables cataclysmiques et de noyaux galactiques actifs. Le télescope était piloté automatiquement, sans surveillance pendant la plus grande partie de la nuit, contrôlé par logiciel par Bob Denny et Jeff Medkeff.
L'observatoire Junk Bond poursuit aujourd'hui ses recherches autour du transit des planètes extrasolaires sous la supervision de l'équipe Spectrashift.com.